# Giulio Giglioli
Giulio Quirino Giglioli (ur. 1886, zm. 1956) – włoski historyk sztuki specjalizujący się w sztuce rzymskiej i etruskiej. Związany z ruchem faszystowskim.

## Życiorys
Giglioli był studentem i asystentem Emanuela Löwy'ego i Rodolfa Lancianiego. Walczył w I wojnie światowej, w czasie której, w 1916, opisał nowo odkryty posąg Apolla z Wejów.
W latach powojennych, począwszy od 1923, pracował na Uniwersytecie La Sapienza w Rzymie, gdzie wykładał topografię starożytną i historię sztuki klasycznej. W 1935 został członkiem rady miejskiej.
Prowadził wykopaliska w miejscach, związanych z Etruskami oraz uczestniczył w faszystowskich projektach w Rzymie, w szczególności wykopaliskach na Forum Augustum i w Mausoleum Augustum.
Ponieważ pracował głównie w latach 30. XX wieku, musiał wyrażać posłuszeństwo reżimowi faszystowskiemu. Po śmierci Il Duce w 1943 powrócił na uniwersytet i w 1948 założył czasopismo „Archeologia Classica”. Do jego studentów należał m.in. Massimo Pallottino, pionier etruskologii jako dziedziny uniwersyteckiej.

## Ważniejsze publikacje
- L’arte etrusca (1935)
- L'Arte greca, 2 tomy (1955)
- Corpus vasorum antiquorum. Italia. Museo nazionale di Villa Giulia in Roma (1925)
- Corpus vasorum antiquorum. Italia. Musei capitolini di Roma (1962)